# Antoine Graziani
Pour les articles homonymes, voir Graziani.
Antoine Graziani, écrivain, poète et vidéaste français. Né à Bastia en 1951 (au sein d'une famille originaire de Morosaglia, en Castagniccia), il réside depuis 2011 en Corse, après avoir notamment vécu à Paris (où il était enseignant), puis à Fontaine-de-Vaucluse, alors qu'il était administrateur de la Maison René-Char Hotel Campredon à L'Isle-sur-la-Sorgue.
Antoine Graziani a publié de nombreux recueils de poèmes composés de suites ininterrompues. 
Il a publié dans les revues Clivages, Po&sie, Java, Le Nouveau Recueil, L’Étrangère, Rehauts, La Canopée, Fusées...
Il a également écrit de nombreuses préfaces et articles critiques sur des plasticiens : Claude Viallat, Guy Le Meaux, Albert Ràfols-Casamada, Anna Mark, Jean-Paul Marcheschi, Jean-Paul Pancrazi, Thierry Le Saëc..., avec lesquels il a aussi réalisé des livres d'artiste.